# 삼성 갤럭시 북3 360

## 디자인
| 갤럭시 북3 360 |            |
| 색상           | 이름       |
|                | 그라파이트 |
|                | 실버       |